# Assistenza sanitaria integrativa
L'assistenza sanitaria integrativa rappresenta una forma di tutela in aggiunta o in sostituzione della sanità pubblica per quel che riguarda le prestazioni sanitarie e i servizi medico-sanitari, attraverso l'intervento dei fondi sanitari integrativi.

## Caratteristiche
Può essere stipulata dal singolo in autonomia, oppure in forma collettiva se prevista dai contratti collettivi nazionali del lavoro, dagli albi professionali o dai contratti integrativi della singola azienda. In molti casi l'assistenza sanitaria integrativa viene offerta dal datore di lavoro come benefit a tutti o ad una parte dei dipendenti.
A fornire tali servizi possono essere assicurazioni sanitarie, fondi sanitari integrativi o casse e società di mutuo soccorso.
L'ente può offire agli iscritti prestazioni medico-sanitarie erogate presso la propria struttura ospedaliera o ambulatoriale (gratuite o con il pagamento di una franchigia) oppure un rimborso totale o parziale di quelle effettuate presso altre strutture.